# Mesoleius juvenilis
Mesoleius juvenilis là một loài tò vò trong họ Ichneumonidae.